# 塞爾維亞公國
塞尔维亚公国历史上存在于巴尔干地区的一个国家，是塞爾維亞人民歷經1804-1817年的塞尔维亚革命后，終於在俄國協助下，於1817年逼迫鄂圖曼土耳其允許其半自治的世襲公國。1817年，第二次塞尔维亚起义的领导人米洛什·奥布雷诺维奇与奥斯曼帝国官员Marashli Pasha达成一项不成文的谈判协议。塞尔维亚公国的成立標誌著塞尔维亚革命結束。随后，一系列的法律文件于1828年、1829年被公布，最终在1830年公布了《花廳御詔》。

## 历史
尽管受到了奥斯曼帝国当局及其残忍的压迫和复仇（在革命期间尤其明显），不過1804年第一次塞尔维亚起义的领导人“黑乔治”彼得罗维奇，成功将奥斯曼土耳其驱逐出塞尔维亚。第七次俄土战争（1806-1812）结束后，拿破仑发动俄法战争，塞尔维亚革命失去了俄罗斯的支持，1813年奥斯曼土耳其击败了塞尔维亚革命者，“黑乔治”彼得罗维奇流亡奥地利。
1815年米洛斯·奥布雷诺维奇领导的第二次塞尔维亚起义完成了他们的目的——在经过土耳其人几个世纪的统治之后讓塞尔维亚實現自治。1817年“黑乔治”彼得罗维奇回到塞尔维亚后遇刺死亡。1829年，希腊获得了完全独立，塞尔维亚获得了自治。土耳其人在1830年《花廳御詔》中承认了塞尔维亚公国的自治地位。米洛斯·奥布雷诺维奇成为统治塞尔维亚的世袭公爵。
最初，塞尔维亚公国的领土只有原先的贝尔格莱德地区，但在1831年至1833年期间，公国向东、南、西方向均有扩张。1867年，奥斯曼土耳其的军队撤出了贝尔格莱德，塞尔维亚公国确保了其事实上的独立。1869年出台了新的宪法，这部宪法将塞尔维亚定义为一个独立国家。1878年柏林会议后，塞尔维亚获得彻底独立，领土也向东南方向扩大了。塞尔维亚公国一直持续到1882年成立塞尔维亚王国。

## 统治者
除了一段时间的卡拉格奥尔基维奇王朝以外，塞尔维亚公国大部分时间都在奥布雷诺维奇王朝的统治下：
奥布雷诺维奇王朝
- 米洛什·奥布雷诺维奇一世 (1815-1839)
- 米兰·奥布雷诺维奇二世(1839)：执政26天后薨
- 米哈伊洛·奥布雷诺维奇三世 (1839-1842)

奥尔基维奇王朝
- 亚历山大·卡拉格奥尔基维奇

奥布雷诺维奇王朝
- 米洛什·奥布雷诺维奇一世 (1858-1860)：第二次执政
- 米哈伊洛·奥布雷诺维奇三世 (1860-1868)：第二次执政
- 米兰·奥布雷诺维奇四世 (1868-1882)

## 地图

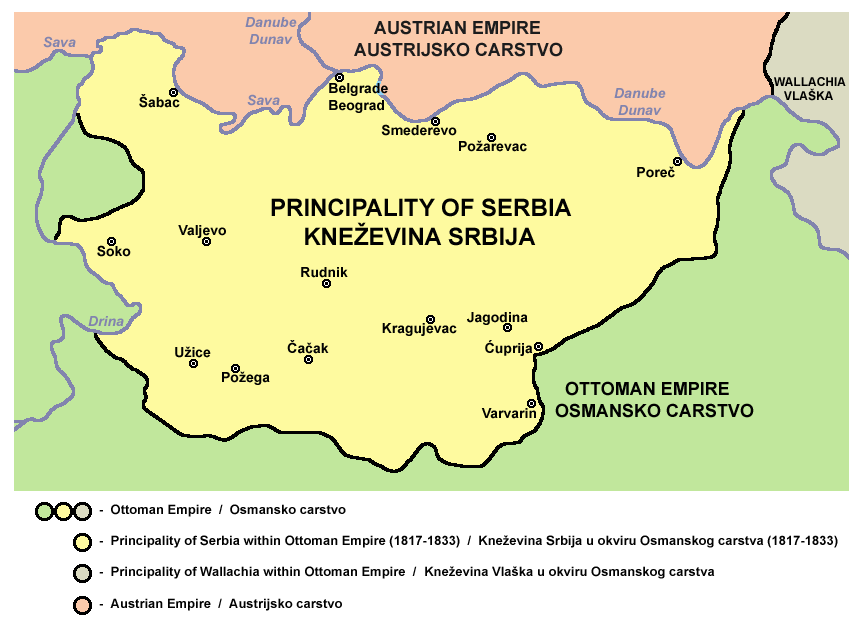
1817年的塞尔维亚公国
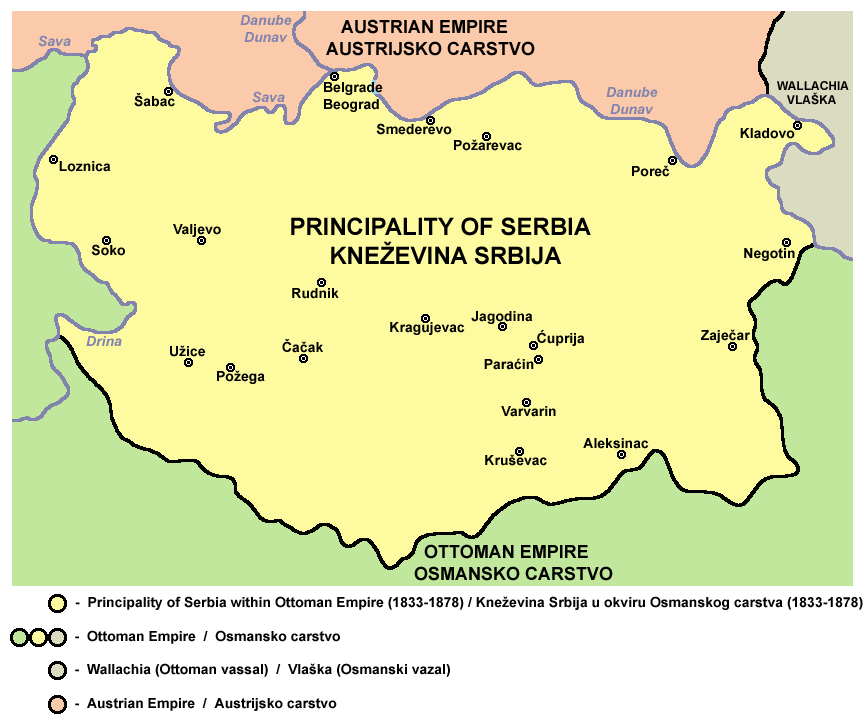
1833年的塞尔维亚公国
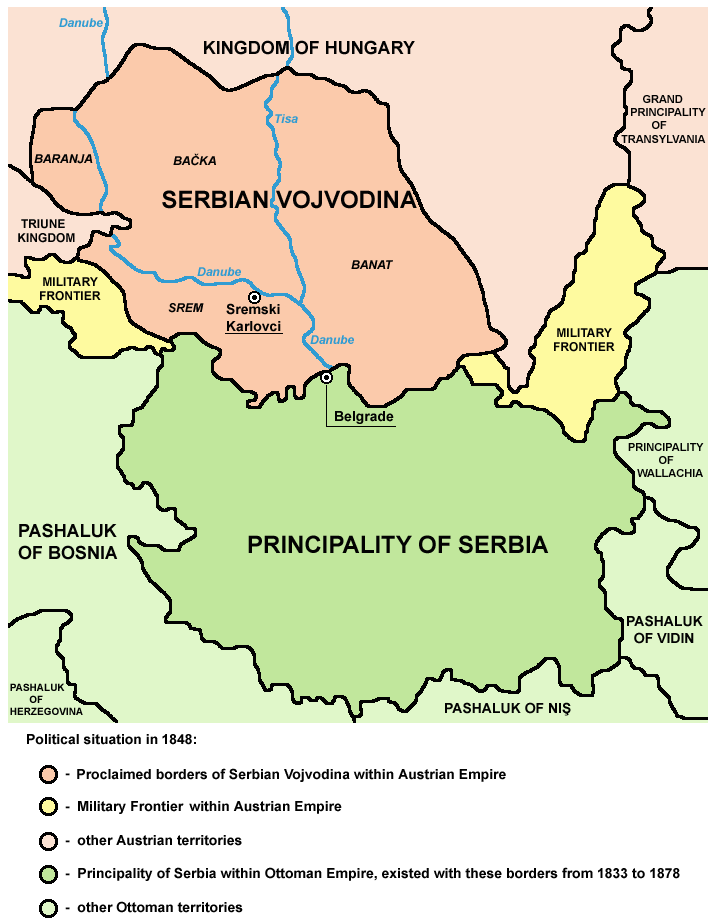
1848年的塞尔维亚公国与塞尔维亚伏伊伏丁那
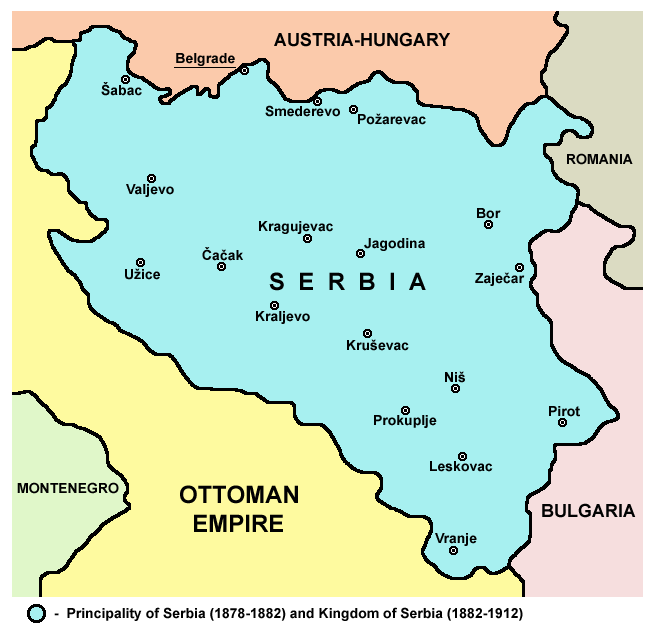
1878年的塞尔维亚公国